# Kathy Hammond
Kathleen Hammond, meglio nota come Kathy Hammond (Sacramento, 2 novembre 1951), è un'ex velocista statunitense.
Nel 1972 prese parte ai Giochi olimpici di Monaco di Baviera dove conquistò la medaglia d'argento nei 400 metri piani, con la sua migliore prestazione personale pari a 51"64, e quella di bronzo nella staffetta 4×400 metri, insieme alle compagne di squadra Mable Fergerson, Madeline Manning e Cheryl Toussaint, che fecero registrare il nuovo record nazionale statunitense di 3'25"15.

## Palmarès
| Anno | Manifestazione  | Sede              | Evento                | Risultato | Prestazione | Note                          |
| ---- | --------------- | ----------------- | --------------------- | --------- | ----------- | ----------------------------- |
| 1972 | Giochi olimpici | Monaco di Baviera | 400 metri piani       | Bronzo    | 51"64       | Miglior prestazione personale |
| 1972 | Giochi olimpici | Monaco di Baviera | Staffetta 4×400 metri | Argento   | 3'25"15     | Record nazionale              |

## Campionati nazionali
- 2 volte campionessa statunitense assoluta delle 440 iarde (1969, 1972)
- 3 volte campionessa statunitense assoluta delle 440 iarde indoor (1967, 1970, 1972)